# Wakayama

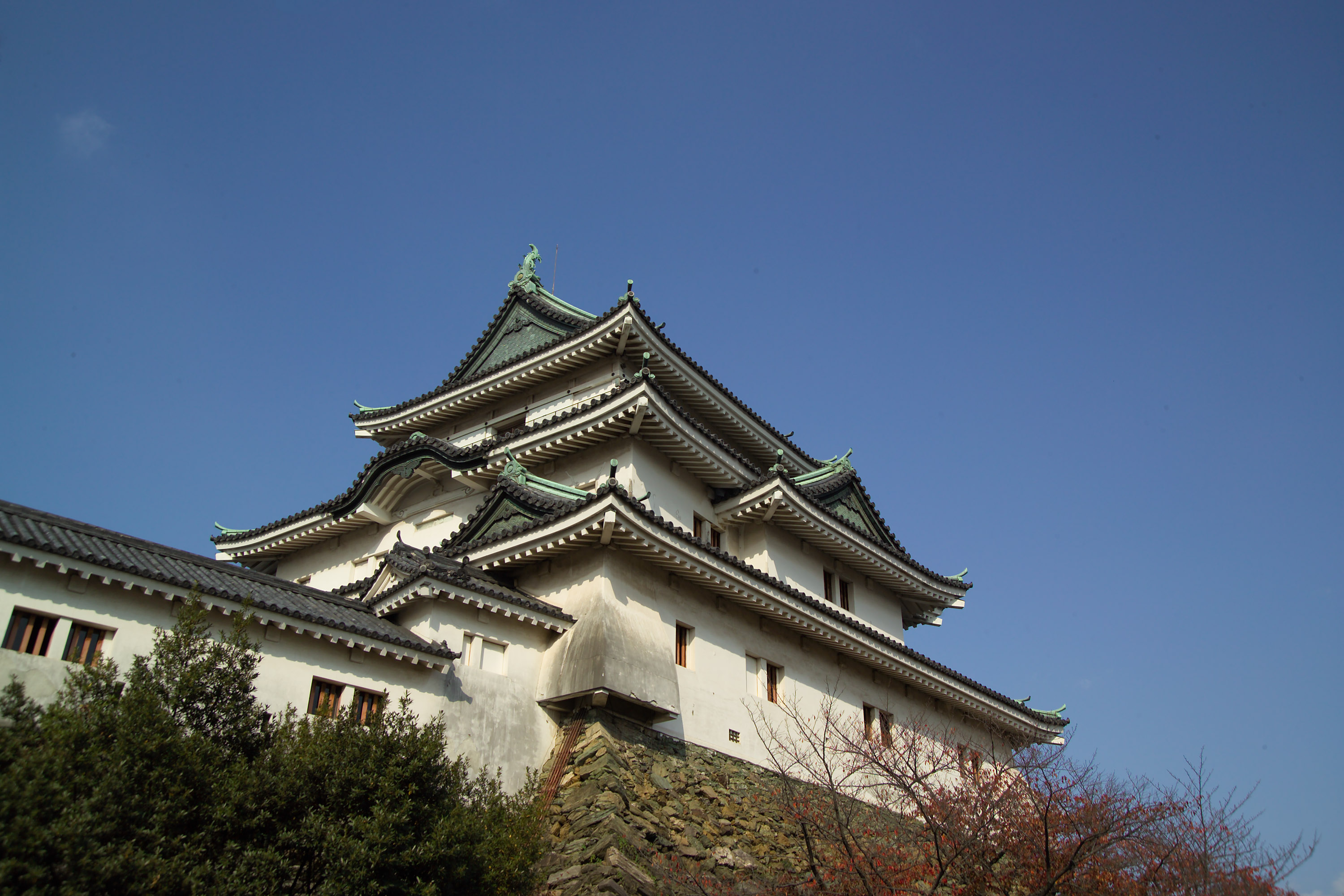
Castelul Wakayama este situat chiar în centrul oraşului

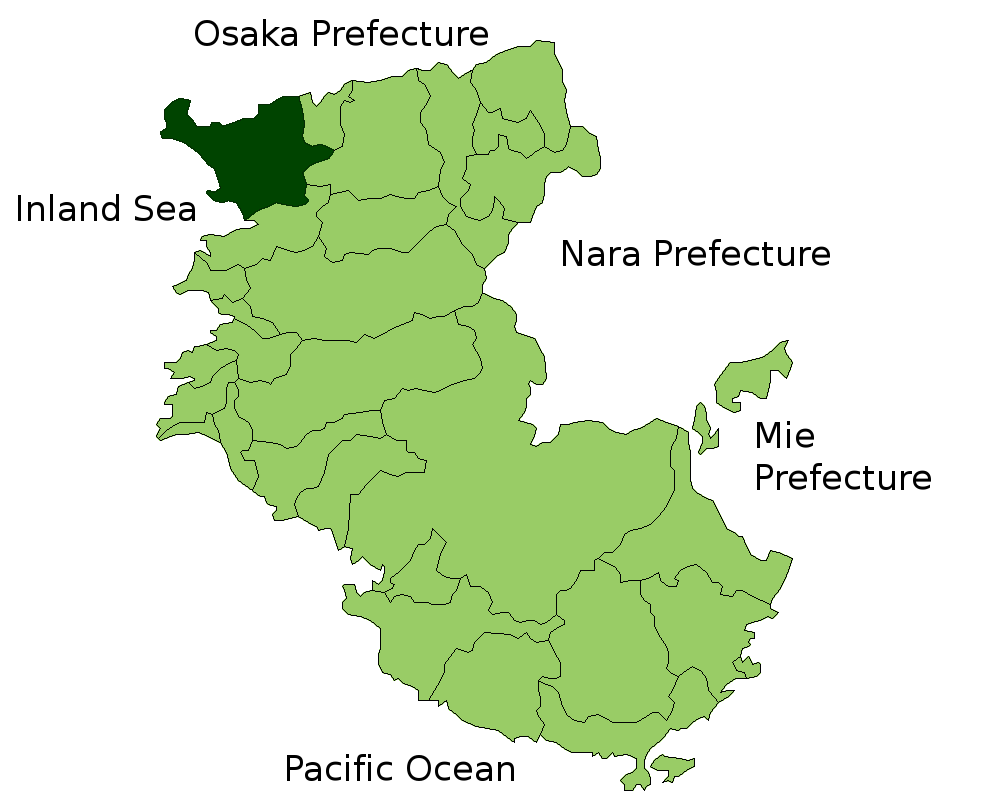

Wakayama (和歌山市 Wakayama-shi?) este un municipiu din Japonia, centrul administrativ al  prefecturii Wakayama din regiunea Kansai. Este celebru datorită castelului său medieval, construit pe muntele Tora Fusu („Tigrul lungit pe o parte”). Are o suprafață de 209,20 km² și o populație de 386.501 locuitori (2004). Este orașul natal al unui important shogun, Yoshimune. În perioada Edo clanul Tokugawa din Kishu a condus Japonia din castelul de la Wakayama. Tokugawa Yoshimune, al cincilea guvernator al provinciei Kishu (en) a devenit al optulea shogun al dinastiei Tokugawa după ce s-a mutat în capitala Edo. Este traversat de râul Kinokawa, care îl împarte în două zone. Dificultățile economice ale orașului au început în anul 2000 când compania japoneză Sumimoto Steel și-a relocalizat o parte din activități în China. În anul 2004 cuptoarele companiei siderurgice au fost oprite complet. Orașul este celebru în toată Japonia pentru varietățile de umeboshi și de mikan (mandarine).